# سفين كراوزه
سفيين كروس (بالألمانية: Sven Krause)‏ (19 يناير 1986 ببادربورن في ألمانيا - ) هو لاعب كرة قدم ألماني في مركز الهجوم. لعب مع بادربورن 07 ونادي ساربروكن ونادي بروسيا مونستر وSV Lippstadt 08 ‏ وSC Wiedenbrück ‏.

## روابط خارجية
- سفيين كروس على موقع قاعدة بيانات كرة القدم.إي يو (الإنجليزية)
- سفيين كروس على موقع بيانات كرة القدم. دي إي (الألمانية)
- سفيين كروس على موقع عالم كرة القدم.نت (الإنجليزية)